# Stor hamnskräppa
Stor hamnskräppa (Rumex altissimus) är en slideväxtart som beskrevs av Wood. Stor hamnskräppa ingår i släktet skräppor, och familjen slideväxter. Arten förekommer tillfälligt i Sverige, men reproducerar sig inte. Inga underarter finns listade i Catalogue of Life.